# Дипломатически мисии на Чад
Това е списък на дипломатическите мисии (без почетните консулства) на Чад в света.

## Европа
- Белгия
  - Брюксел (посолство)
- Германия
  - Берлин (посолство)
- Русия
  - Москва (посолство)
- Франция
  - Париж (посолство)
- Швейцария
  - Берн (посолство)

## Северна Америка
- САЩ
  - Вашингтон (посолство)

## Близък изток
- Ирак
  - Багдад (посолство)
- Йордания
  - Аман (посолство)
- Ливан
  - Бейрут (посолство)
- Саудитска Арабия
  - Рияд (посолство)
  - Джида (консолство)

## Африка
- Алжир
  - Алжир (посолство)
- Бенин
  - Котону (посолство)
- Буркина Фасо
  - Уагадугу (посолство)
- Демократична република Конго
  - Киншаса (посолство)
- Египет
  - Кайро (посолство)
- Етиопия
  - Адис Абеба (посолство)
- Камерун
  - Яунде (посолство)
- Кот д'Ивоар
  - Абиджан (посолство)
- Либия
  - Триполи (посолство)
- Нигер
  - Ниамей (посолство)
- Нигерия
  - Абуджа (посолство)
  - Майдугури (консолство)
- Судан
  - Хартум (посолство)
- Централноафриканска република
  - Банги (посолство)

## Азия
- Китай
  - Пекин (посолство)
- Япония
  - Токио (посолство)

## Междудържавни организации
- - Адис Абеба – Африкански съюз
  - Брюксел – ЕС
  - Женева – ООН
  - Ню Йорк – ООН
  - Париж – ЮНЕСКО